# 1973 год в компьютерных играх

## Выпуски игр
- Maze War разработана для мини-компьютера Imlac PDS-1. Предположительно это самый первый шутер от первого лица и один из самых ранних примеров сетевой игры.
- Для системы PLATO выходит игра Empire. Игра претендует на звание первого многопользовательского сетевого шутера, хотя, так как точную дату выпуска ни игры Empire, ни игры Mazewar установить не удалось — звание первенства в этом жанре до сих пор оспаривается.
- Под впечатлением от игры Empire для системы PLATO Джим Боуэри создаёт игру Spasim — трёхмерную сетевую многопользовательскую игру. Игра Spasim является ещё одним претендентом на звание первой трёхмерной многопользовательской игры.
- Atari выпускает Gotcha! — игру в жанре лабиринт для аркадных автоматов.
- Бобом Джеймисоном (Bob Jamison) из Minnesota Educational Computing Consortium (MECC) разработана Lemonade Stand (рус. «Лимонадный киоск») — текстовая экономическая игра. Игрок управляет лимонадным киоском в вымышленном городе Lemonsville. Перед началом игрового дня игроку даётся прогноз погоды на день (солнечно, облачно, жарко или сухо). После этого игрок делает выбор трёх факторов, которые будут влиять на бизнес в течение дня: количество подготавливаемых стаканов лимонада, количество рекламы, и стоимость стакана лимонада.[1]

## Индустрия
- 19 марта Кагемаса Козуки, владелец Konami, занимающейся производством и ремонтом музыкальных автоматов, параллельно начинает производство аркадных автоматов.
- В мае братьями Кудо основывается фирма Hudson Soft (Саппоро, Япония), будущий разработчик видеоигр, которая поначалу занимается продажей телекоммуникационных устройств.